# Microascus pyramidus
Microascus pyramidus är en svampart som beskrevs av G.L. Barron & J.C. Gilman 1961. Microascus pyramidus ingår i släktet Microascus och familjen Microascaceae.   Inga underarter finns listade i Catalogue of Life.